# Bullatenkloster (Königsberg)
Das Bullatenkloster war eine Niederlassung der Franziskaner-Observanten (niederdeutsch auch Bullaten) in Königsberg im Ordensland Preußen von 1517 bis 1524.

## Geschichte
In einem undatierten Schreiben bat Simon Neumeister, der Kommissar der Franziskaner-Observanten-Kustodie Livland und Preußen den Hochmeister Albrecht des Deutschen Ordens um die Gründung eines Konvents in Königsberg. In einem weiteren undatierten Brief baten der Bischof von Samland und das Domkapitel den Hochmeister, auf die Gründung eines solchen Klosters zu verzichten. Dieser Widerstand scheint auch in den folgenden Jahren fortbestanden zu haben, denn die Mönche griffen mit ihrer Existenz in die Rechte und Ansprüche des dortigen Klerus ein.
Wahrscheinlich kurz nach Ostern 1517 wurde den Franziskaner-Observanten gestattet, ein Gebäude (Zellen) für ihr Kloster zu bauen, als Platz wurde ihnen ein Spital einer weltlichen Bruderschaft durch den Hochmeister zugewiesen. Dieser muss am Schlossteich am späteren Münzplatz in Kneiphof gelegen haben. Am 9. September durften die Mönche die dortige Kirche in Benutzung nehmen. Das Kloster war das dritte der Observanten im Ordensland Preußen nach denen in Wehlau und Tilsit.
Wohl 1521 mussten die Mönche umziehen, an einen neuen Ort auf den Löbenicht, in die Nähe des dortigen Nonnenklosters. 1524 wurde nach aufrührerischen Predigten des Johannes Amandus am Ostermontag das Kloster von wütenden Menschen gestürmt und geplündert. Die Mönche mussten fliehen.
Das weitere Schicksal der Klosteranlage ist unbekannt.